# LC9
LC9 (hangul: 엘씨나인) var ett sydkoreanskt pojkband bildat år 2013 av Nega Network som upplöstes 2015.
Gruppen bestod av de sex medlemmarna Rasa, E.Den, J-Hyo, King, Jun, och AO.

## Medlemmar
| Artistnamn   | Artistnamn | Födelsenamn     | Födelsenamn  | Födelsedatum     | Medlemstid |
| Romanisering | Hangul     | Romanisering    | Hangul/Hanja | Födelsedatum     | Medlemstid |
| ------------ | ---------- | --------------- | ------------ | ---------------- | ---------- |
| Rasa         | 라사       | Park Gun-woo    | 박건우       | 9 augusti 1989   | 2013-2014  |
| E.Den        | 이든       | Park Hyung-jin  | 박형진       | 4 mars 1991      | 2013-2014  |
| J-Hyo        | 제이효     | Kim Jong-hyo    | 김종효       | 5 juni 1992      | 2013-2015  |
| King         | 킹         | Dong Woo-seok   | 동우석       | 3 april 1993     | 2013-2015  |
| Jun          | 준         | Park Joon-young | 박준영       | 23 februari 1994 | 2013-2015  |
| AO           | 아오       | Kang Hyun-soo   | 강현수       | 18 juni 1996     | 2013-2015  |

## Diskografi

### Album
| Albuminformation                         | Topplacering          |
| Albuminformation                         | Sydkorea (Gaon Chart) |
| ---------------------------------------- | --------------------- |
| Skirmish (EP-skiva) - Släppt: 9 maj 2013 | 12                    |

### Singlar
| År   | Titel                                     | Topplacering          |
| År   | Titel                                     | Sydkorea (Gaon Chart) |
| ---- | ----------------------------------------- | --------------------- |
| 2013 | "MaMa Beat" (med Gain)                    | 86                    |
| 2014 | "This Ugly Man Cries" (OST: Can We Love?) | —                     |
| 2014 | "East of Eden"                            | —                     |